# Kabul Medical University
Kabul Medical University är ett universitet i Afghanistan.   Det ligger i provinsen Kabul, i den nordöstra delen av landet, i huvudstaden Kabul.